# Isothermes d'Andrews
Pour les articles homonymes, voir Andrews.

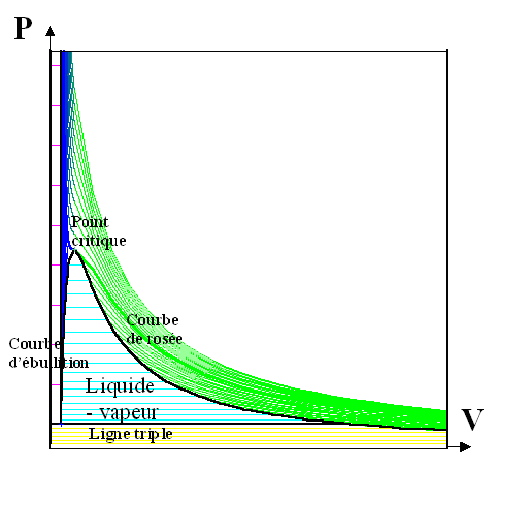
Isothermes d'Andrews. En vert : état gazeux ; en bleu foncé : état liquide ; en bleu clair : état diphasé liquide-gaz.

Les isothermes d'Andrews sont des courbes isothermes tracées dans un diagramme de Clapeyron, pour un corps pur donné. Elles ont été nommées d'après le physicien irlandais Thomas Andrews (1813–1885).
Chaque isotherme est une ligne qui indique comment la pression varie en fonction du volume molaire, à une température constante donnée.
Dans un équilibre liquide-vapeur (en bleu clair sur la figure), une variation de volume n'engendre pas de variation de pression (à température constante toujours), car une partie de la matière changera de phase (le rapport gaz/liquide, aussi parfois écrit sous l'appellation de titre du liquide/gaz, change). Il est bon de rappeler que c'est un équilibre dynamique (à chaque instant, il y a évaporation de certaines molécules, compensée par un même nombre se condensant).
Le point critique est le point où le fluide devient supercritique (ou hypercritique en fonction des auteurs), c'est-à-dire qu'il possède des caractéristiques de liquide et de gaz à la fois.